# 도네츠크주
도네츠크주(우크라이나어: Донецька область, 영어: Donetsk Oblast)는 우크라이나 동부에 위치한 주로 주도는 도네츠크(법률상), 크라마토르스크(사실상)이며 면적은 26,517km2, 인구는 4,059,372명(2022년)이다.
1938년 6월 3일에 창설되었으며 광업이 주를 이룬다. 남서쪽으로는 드니프로페트로우스크주와 자포리자주, 북쪽으로는 하르키우주, 북동쪽으로는 루한스크주, 동쪽으로는 러시아 로스토프주, 남쪽으로는 아조프해와 접한다.
2014년 5월에는 주도 도네츠크를 중심으로 결성된 친러시아 무장 세력이 도네츠크 인민공화국이라는 이름으로 우크라이나로부터의 분리 독립을 선언하였다. 이 때문에 우크라이나 당국은 주도를 마리우폴로 옮겼고 나중에 크라마토르스크로 옮기게 된다. 러시아의 우크라이나 침공이 진행 중이던 2022년 9월에는 러시아가 도네츠크 인민공화국, 루간스크 인민공화국, 자포리자주, 헤르손주의 합병을 선언했으나, 국제 사회는 이를 승인하지 않았다.

## 같이 보기
- 우크라이나의 행정 구역